# ポリアニリン
ポリアニリン (polyaniline, PANI) は導電性高分子の一種である。多くの導電性高分子と同様、共役π電子系が直線的な分子鎖に沿って連なる一次元構造を有する。固体電解コンデンサの電極材料などとして実用化されている。
重合条件（溶液のpH）やドーピングによってプロトンの付加・脱離が容易に可能という他の導電性高分子にはない特徴を持つ一方、その機構には不明な点もある。

## 分子構造

ポリアニリンの構造の例 n+m = 1, x = 重合度

ポリアニリンの構造は右図のようになっており、六員環の間にイミン窒素原子 (=N-) とアミン窒素原子 (-NH-) が含まれている。重合度 (x) は1,000を超える。
不純物添加による酸化で電気的な性質が大きく変化する特徴がある。
- ロイコエメラルジン(英語:leucoemeraldine)(n = 1, m = 0、化学式：{\displaystyle {\ce {(C6H4NH)_n}}}）
  - 十分還元された状態のポリアニリンは完全な絶縁体である。
  - 白もしくは無色透明
- エメラルディン(英語：emeraldine）(n = 0.5, m = 0.5、化学式：{\displaystyle {\ce {([C6H4NH]2[C6H4N]2)_n}}}）
  - ロイコエメラルジンと異なり、分子やバンドの構造が修飾されたセミキノイド構造を取り、高い導電性を示す。
  - 半酸化状態、基本青色で、塩の状態で緑色、NMPなどの溶媒に溶解し、成型が容易である。

- ペルニグルアニリン(英語：pernigraniline)（n = 0, m = 1、化学式：{\displaystyle {\ce {(C6H4N)_n}}}）
  - パーニグラニリン、ニグラニリン、英語：nigranilineとも呼ばれる。
  - ベンゼノイドまたはキノイド構造となるため、再び絶縁体になる。
  - 完全酸化状態で青か黒紫色の不安定な物質
  - アニリンブラックの主成分と推定されている[1]

## 歴史
アニリンを電気化学的に酸化すると陽極表面上にいわゆるアニリンブラックが形成されることは古くから知られていた。これは黒い染料として用いられていたが、安定性が悪く、また物質の正体は長く不明であった。
ポリアニリンという呼び名ではないが、1862年には Letheby が電解重合に成功している。1912年には、異なる酸化状態のポリアニリン8量体が特定された。さらに1980年になると電解重合で電気的に活性なポリアニリンが得られることがわかり、導電性高分子として注目を集めるようになった。近年ではエネルギー密度の高い二次電池の電極などとしても研究されている。

## 合成方法
歴史で述べたように、ポリアニリンはアニリンから電解重合によって合成される。特に、塩酸や硫酸などの酸性水溶液中で電解酸化するとプロトン化したエメラルディンが電極表面に得られ、高い導電性を示す。この時に -0.2 ～ +0.8 V 程度の範囲で電位を掃引すると均質な薄膜が得られるが、定電圧を印加すると粉末状で導電性の低いポリアニリンが得られる。前者は電位掃引法と呼ばれる。一方、中性ないしアルカリ性の液中では絶縁性のポリアニリンが得られる。